# Stade Numa-Daly Magenta
Stade Numa-Daly Magenta – wielofunkcyjny stadion w Numei w Nowej Kaledonii służący do rozgrywania zawodów piłki nożnej, lekkoatletyki i rugby.
Stadion mieści 16 000 osób. Obecnie jest domową areną reprezentacji Nowej Kaledonii w piłce nożnej i był areną goszczącą piłkarskie mecze finałowe, turniej rugby 7 oraz lekką atletykę na Igrzyskach Pacyfiku 2011.